# Liste antiker Ortsnamen und geographischer Bezeichnungen/Om
| Lateinischer Name | Griechischer Name | Beschreibung                            | Heute                              | Quellen und Verweise | Lage |
| ----------------- | ----------------- | --------------------------------------- | ---------------------------------- | -------------------- | ---- |
| Omana             |                   |                                         |                                    | Smith;               |      |
| Omana             |                   |                                         |                                    | Smith;               |      |
| Omani             |                   |                                         |                                    | Smith;               |      |
| Ombi              | Ὄμβοι (Omboi)     | Hauptstadt des Gaus Ombites in Ägypten  | Kom Ombo                           | Smith;               |      |
| Ombrios Ins       |                   |                                         |                                    | Smith;               |      |
| Ombrones          |                   |                                         |                                    | Smith;               |      |
| Omenogara         |                   |                                         |                                    | Smith;               |      |
| Omiras            |                   |                                         |                                    | Smith;               |      |
| Omphace           | Ὀμφάκη (Omphakē)  | Ort auf Sizilien im Hinterland von Gela | wahrscheinlich Butera auf Sizilien | PECS; Pleiades;      |      |
| Omphalium         |                   |                                         |                                    | Smith;               |      |
| Omphalium         |                   |                                         |                                    | Smith;               |      |